# Blackburn Rovers F.C.
Blackburn Rovers Football Club er en engelsk fodboldklub fra Blackburn, som spiller i landets næstbedste række, Championship. Klubben spiller sine hjemmekampe på Ewood Park, hvor at de har spillet siden 1890.

## Historie

### Dannelse og FA-Cup hattrick
Blackburn Rovers Football Club blev dannet i 1875. Klubben kom i 1881 for første gang i finalen af FA Cup, men tabte dog til Old Etonians. Det lykkedes dog to år senere, da Rovers vandt FA Cuppen i 1884, efter sejr over Queen's Park i finalen. Det lykkedes herefter Rovers at forsvare deres FA Cup, da de igen i 1885 vandt, også over Queen's Park. Rovers vandt igen turneringen i 1886, da de slog West Bromwich Albion i finalen. Blackburn Rovers blev hermed kun den anden klub nogensinde til at vinde FA Cup 3 år i streg, og intet hold har gjort det siden.

### Football League og første mesterskab
Rovers blev i 1888 en af de grundlæggende medlemmer af English Football League. Klubben vandt herefter igen FA Cuppen i 1890 og 1891. Klubben så stor fremgang i de første år af 1900-tallet, og i 1911-12 sæsonen vandt klubben deres første mesterskab nogensinde. Klubben vandt i 1913-14 igen mesterskabet, men som resultat af første verdenskrig fik de aldrig mulighed for at forsvare deres titel. Da de nationale fodboldrækker begyndte igen i 1919 var Blackburn holdet ikke hvad de havde været, og de kæmpede med i bunden af Division One i stedet for om mesterskabet.

### Mellemkrigstiden
Blackburn så bedre resultater i løbet af 1920erne, efter at den tidligere spiller Bob Crompton overtog som træner. Dog det ikke lykkedes at vinde et mesterskab under Crompton, med det lykkedes at vinde FA Cuppen for første gang i næsten 30 år, da Blackburn imod all odds slog Huddersfield Town i 1928 finalen.
Denne gode periode ville dog ophøre i løbet af 1930erne, især som resultat af den store depression, som resulterede i markant reduceret indkomst for klubben, hvis fanbase og hjemby var markant mere arbejdsklasse, og som resultat ikke havde ekstra indkomst til at brug på fodbold i krisetiden. Resultatet blev af klubben for første gang rykkede ned i 1935-36 sæsonen. Det lykkedes dog Blackburn at vinde oprykning i 1938-39 sæsonen, men deres retur til First Division var dog ikke stor, da ligaen blev aflyst efter 3 kampe som resultat af anden verdenskrig.

### Tilbagegang og genopblomstring
Efter at fodbold blev genoptaget efter anden verdenskrig havde Blackburn store udfordringer, som resulterede i nedrykning i 1948-49 sæsonen. Klubben sad over de næste sæsoner fast i Second Division, og kunne ikke lykkedes at få fat på en oprykningsplads, trods at de gentagende gange var tæt på.
Klubben havde i 1959-60 deres bedste sæson i mange år, som resulterede i både oprykning til First Division, og også at Blackburn kom hele vejen til FA Cup finalen, hvor de dog led nederlag til Wolverhampton Wanderers. Klubben var hurtigt genetableret i den bedste række, og sluttede komfortabelt i midten af tabellen over de næste sæsoner.

### 26 år udenfor den bedste række
1965-66 sæsonen ville dog blive en katastrofe, da klubben vandt kun 8 kampe hele sæsonen, og styrtede imod nedrykning. De næste år var plaget af økonomiske problemer og dårlige transferaftaler, som i 1970-71 resulterede i at klubben rykkede ned i Third Division for første gang i klubbens historie. Klubben tilbragte 2 skuffende sæsoner i ligaen, før at oprykning kom i 1974-75. Klubben rykkede dog igen ned i 1978-79, og var hermed tilbage i Third Division.

Klubben vendte dog direkte tilbage da de vandt oprykning i 1979-80, og var i den næste sæson tæt på at sikre oprykning to år i streg, men mistede den sidste oprykningsplads som resultat af en dårligere målscorer. Over de næste år måtte klubben finde sig i gentagende middelmådighed, da klubben ikke var hverken truet af nedrykning eller i konkurrencedygtig om oprykning.

### Retur til toppen
1991-92 sæsonen ville blive sæsonen hvor at de endeligt lykkedes. Under nye træner Kenny Daglish sluttede Rovers på tredjepladsen, og kom i oprykningsslutspillet. Her vandt Blackburn først over Derby County og slog så Leicester City i finalen, og rykkede dermed op i den bedste række for første gang i 26 år. Klubben blev som resultat også en af de grundlæggende hold af Premier League, som blev grundlagt i 1992-93 sæsonen.
Blackburns retur til den bedste række ville blive begyndelsen på deres bedste periode i 80 år, da de imod alle forventninger sluttede på fjerdepladsen i deres første sæson tilbage. I deres anden sæson tilbage sluttede de på andenpladsen, og 1994-95 sæsonen ville blive klubbens retur til toppen, da klubben for første gang siden 1914 vandt mesterskabet.

### Ned- og oprykning
Lige så hurtigt som Blackburn havde samlet et mesterskabsvindene hold, blev det skilt fra hinanden, og i 1998-99 sæsonen rykkede klubben ned, kun 3 år efter deres mesterskab. Klubben vendte tilbage til Premier League efter at have sikret oprykning i 2000-01 sæsonen. 2001-02 sæsonen blev en god en for klubben, da de for første gang i klubbens historie vandt League Cup.
Klubben havde stabilitet i Premier League over de næste år, og opnåede kvalifikation til UEFA Cup flere gange.

### Retur til Championship
Klubben blev i november 2010 købt af den indiske V H Group. Klubben skiftede overraskende træner Sam Allardyce ud, og hyrede Steve Kean. Dette var især kontroversielt, da det viste sig at Keans agent Jerome Anderson havde spillet en stor rolle i at hjælpe V H Group i at opkøbe klubben, og ansættelsen af Kean virkede som resultat som en vennetjeneste.
Efter 11 år kom nedrykning i 2011-12 sæsonen. De næste år var svære for klubben, som især var plaget af dårlig ejerskab, og i 2017 rykkede klubben ned i den tredjebedste række, nu kendt som League One. Klubben sikrede dog direkte retur til Championship, hvor de har spillet siden.

## Titler

### Liga
- First Division/Premier League: 3 (1911–12, 1913–14, 1994–95)
- Football League Second Division/Football League Championship: 1 (1938-39)
- Football League Third Division/Football League One: 1 (1974-75)

### Cups
- FA Cup: 6 (1883–84, 1884–85, 1885–86, 1889–90, 1890–91, 1927–28)
- League Cup: 1 (2001-02)
- FA Community Shield: 1 (1912)
- Full Members Cup: 1 (1987)

## Nuværende spillertrup
Oversigten er opdateret til og med 9. maj 2025.
| Nr. | Land     | Position | Spiller             |
| --- | -------- | -------- | ------------------- |
| 1   | England  | MM       | Aynsley Pears       |
| 2   | England  | FO       | Callum Brittain     |
| 3   | England  | FO       | Harry Pickering     |
| 4   | Portugal | FO       | Yuri Ribeiro        |
| 5   | Skotland | FO       | Dominic Hyam        |
| 6   | Norge    | MI       | Sondre Tronstad     |
| 8   | England  | MI       | Todd Cantwell       |
| 9   | Senegal  | AN       | Makhtar Gueye       |
| 10  | England  | MI       | Tyrhys Dolan        |
| 11  | England  | MI       | Joe Rankin-Costello |
| 12  | Ungarn   | MM       | Balázs Tóth         |
| 14  | Østrig   | MI       | Andreas Weimann     |
| 15  | England  | FO       | Danny Batth         |
| 16  | England  | FO       | Scott Wharton       |
| 17  | England  | FO       | Hayden Carter       |
| 19  | Wales    | MI       | Ryan Hedges         |
| 20  | England  | AN       | Harry Leonard       |

| Nr. | Land         | Position | Spiller               |
| --- | ------------ | -------- | --------------------- |
| 21  | England      | MI       | John Buckley          |
| 23  | Japan        | AN       | Yuki Ohashi           |
| 24  | Wales        | FO       | Owen Beck             |
| 27  | England      | MI       | Lewis Travis          |
| 28  | England      | MI       | Adam Forshaw          |
| 31  | England      | FO       | Dion Sanderson        |
| 33  | England      | AN       | Amario Cozier-Duberry |
| 42  | Nigeria      | AN       | Emmanuel Dennis       |
| 45  | England      | AN       | Cauley Woodrow        |
| 47  | Sierra Leone | AN       | Augustus Kargbo       |

### Udlejet
| Nr. | Land     | Position | Spiller                                        |
| --- | -------- | -------- | ---------------------------------------------- |
| 14  | England  | AN       | Daniel Butterworth (Udlånt til Fleetwood Town) |
| 17  | England  | MI       | Harry Chapman (Udlånt til Burton Albion)       |
| 24  | England  | FO       | Hayden Carter (Udlånt til Portsmouth)          |
| 32  | Skotland | AN       | Connor McBride (Udlånt til Queen's Park)       |

| Nr. | Land      | Position | Spiller                                      |
| --- | --------- | -------- | -------------------------------------------- |
| 36  | England   | FO       | Tyler Magloire (Udlånt til Northampton Town) |
| —   | England   | MM       | Joe Hilton (Udlånt til Hamilton Academical)  |
| —   | Gibraltar | FO       | Louie Annesley (Udlånt til Woking)           |
| —   | England   | AN       | Sam Burns (Udlånt til Scunthorpe United)     |